# Досылатель затвора
Досылание затвора (досылание затворной рамы, ручное запирание затвора) — практика перемещения затвора или затворной рамы огнестрельного оружия полностью вперёд, когда возвратная пружина этого не сделала (или есть вероятность, что она этого не сделает). Некоторое огнестрельное оружие имеет специальное устройство для данной процедуры; на других необходимо произвести это действие вручную на рукоятке для взведения.

## Как устройство
Досылатель затвора на огнестрельном оружии представляет собой кнопку, обычно используемую на производных винтовках AR-15, таких как M16, и обычно расположена рядом с затвором . В исходных конструкциях AR15 и M16 отсутствовала функция «досылателя затвора», которая была на более позднем M16A1. При лёгком ударе он толкает затворную раму вперёд, обеспечивая блокировку затвора. Чтобы гарантировать, что экстрактор защелкнется вокруг края кожуха, досылатель обычно быстро нажимают несколько раз, а не единожды. Данное действие обычно включается в стандартную процедуру заряжания, чтобы подготовить огнестрельное оружие к стрельбе или закрыть затвор, когда огнестрельное оружие чрезмерно загрязнено.
Ещё один случай, когда досылатель может оказаться полезным, — это тихая проверка каморы. Вместо того, чтобы спустить затвор под полным натяжением пружины после проверки наличия патрона в патроннике, затвор можно осторожно отпустить вперёд, а затем можно использовать досылатель, чтобы полностью закрыть затвор. Это произведёт очень отчётливый «щелчок», а не громкий звук удара затвора.
Досылатель был реализован в 2007 году на MSAR STG-556, клоне австрийской винтовки Steyr AUG американского производства, но полезность такого устройства сомнительна, поскольку конструкция обычно не подвержена неисправностям, которые приводили бы к необходимости использования досылателя в другом оружии; Фактически, компания Microtech Small Arms Research Inc., производитель STG-556, отказалась от досылателя затвора на всех винтовках, произведённых с ноября 2008 года.

## Как процедура
На оружии, в котором рукоятка взведения жёстко соединена с затвором или затворной рамой, специальное устройство не требуется, поскольку затвор можно продвигать вперед, просто толкая или постукивая по рукоятке взведения вперед.
Ручное досылание, как правило, не требуется в качестве стандартной процедуры для любого огнестрельного оружия. Исключение составляет британский SA80. Поняв, с какой частотой заклинивает винтовка, когда её выносят за пределы чистой среды испытательного полигона, был реализован досылатель, чтобы избавить оператора от потенциальной опасности нажатия на спусковой крючок, с не до конца закрытым затвором. Существует предохранительное устройство, называемое «предохранительным шепталом», не позволяющее спустить курок и выстрелить из оружия из-за опасности стрельбы с не полностью закрытым затвором.
В конструкция L85 досылатель довольно неудобный, так как левая опорная рука должна отрываться от рукоятки и тянуться вверх, чтобы ударить по затвору вперёд левым краем левой руки, что очень похоже на «удар каратэ». Внешние пользователи ощущают это упражнение неловким из-за незнакомости, но обычные пользователи так не считают. Это искусное и быстрое упражнение и когда его выполняет обученный персонал, время перезарядки и готовности аналогично винтовкам типа M4.

## Дополнительные соображения по использованию
Использование досылателя затвора может коррелировать с увеличением сбоев при подаче и извлечении. Данные испытаний, полученные в результате первоначальных испытаний, показывают, что, хотя сама по себе система досылателя не является причиной неисправностей, необходимость её использования, скорее всего, совпадет с проблемами подачи и извлечения, не связанными с использованием данной системы. В то время как досылатель может быть эффективным в некоторых обстоятельствах, как показали тесты, пользователь огнестрельного оружия должен знать, когда проводить корректирующие действия, такие как чистка оружия, если возникают повторяющиеся проблемы с подачей и извлечением и когда позволяет время. Также было продемонстрировано, что удержание механизма во время стрельбы не приводит к поломкам.